# Gempen
Gempen (gsw. Gämpe) – miejscowość i gmina w północnej Szwajcarii, w kantonie Solura, w jednostce administracyjnej (Amtei) Dorneck-Thierstein, w okręgu Dorneck.

## Demografia
W Gempen mieszka 908 osób. W 2021 roku 16,3% populacji gminy stanowiły osoby urodzone poza Szwajcarią. 